# Alex Colville
David Alexander (Alex) Colville (ur. 24 sierpnia 1920 w Toronto, zm. 16 czerwca 2013 w Wolfville w Nowej Szkocji) – kanadyjski malarz, grafik i rysownik.

## Życiorys
Od 1929 mieszkał z rodziną w Amherst, 1938-1942 studiował w Mount Allison University w Sackville w Nowym Brunszwiku, następnie wstąpił do armii, 1944-1945 służył w Europie jako artysta wojenny. Jego doświadczenia wojenne zainspirowały tematykę jego najwcześniejszych obrazów. W 1946 wrócił do Kanady, by nauczać w macierzystej uczelni, jednak w 1963 zrezygnował i całkowicie poświęcił się malowaniu. Na początku malował w stylu realizmu reportażowego, opierając się na rysunkach i szkicach wojennych z lat 1944-1945. W 1950 namalował obraz Nude and Dummy, inspirowany jego życiem domowym. Po 1950 wypracował własny, oryginalny styl, przynoszący wizję świata o elementach surrealistycznych i mistycznych. W latach 50. wielokrotnie wystawiał swoje obrazy w galeriach Nowego Jorku, później w Europie, zanim zyskał uznanie w Kanadzie. Był znany ze swoich drobiazgowych i czasochłonnych metod, wykonywał wiele szkiców i geometrycznych wizualizacji, zanim tworzył właściwy obraz. Jednym z najbardziej znanych jego obrazów jest Horse and Train (1954), w którym zwrócony głową do widza ciemny koń galopuje torami kolejowymi w kierunku nadjeżdżającego pociągu. W 2003 został odznaczony Orderem Kanady.

## Galeria

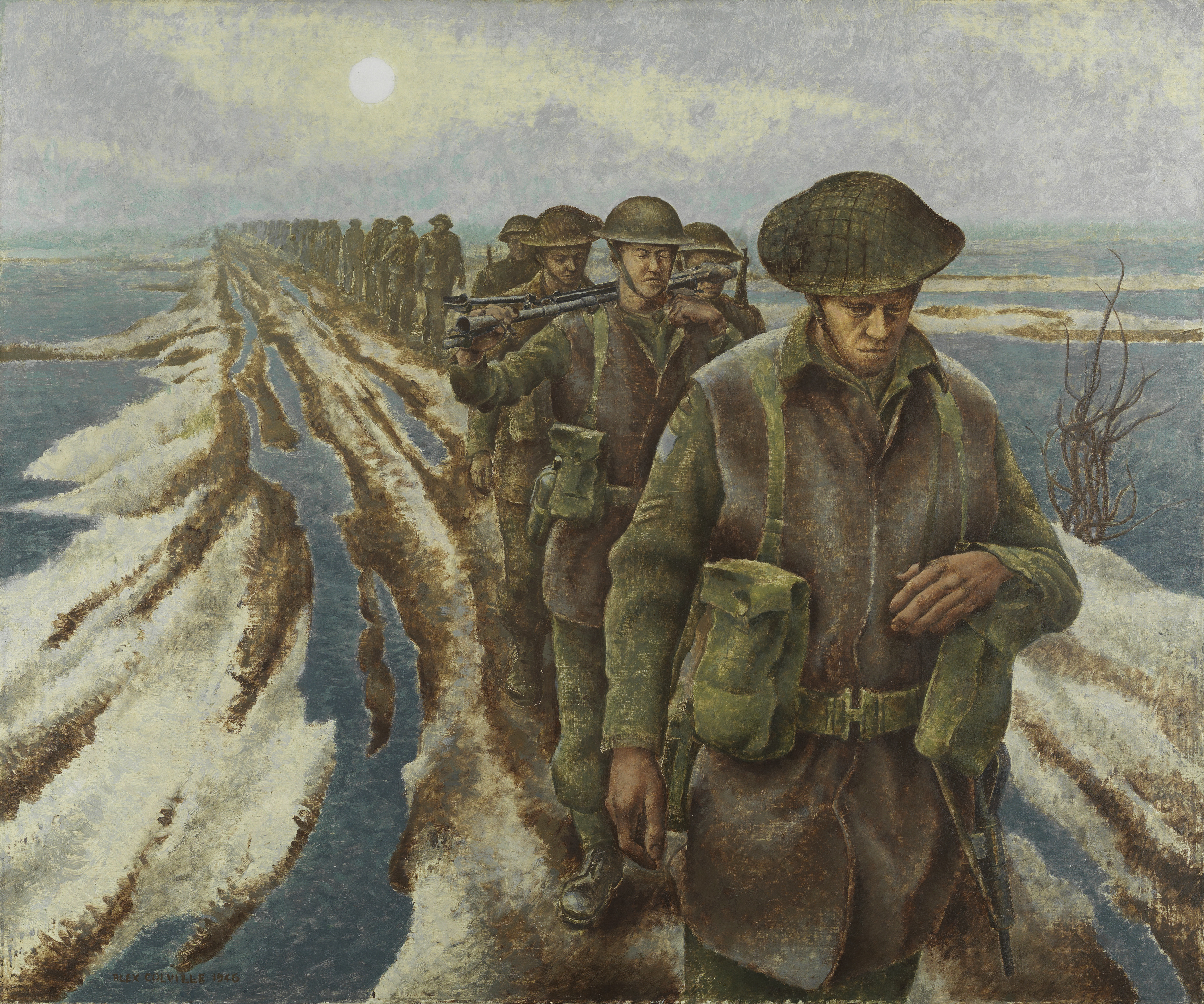
Infantry, Nijmegen.
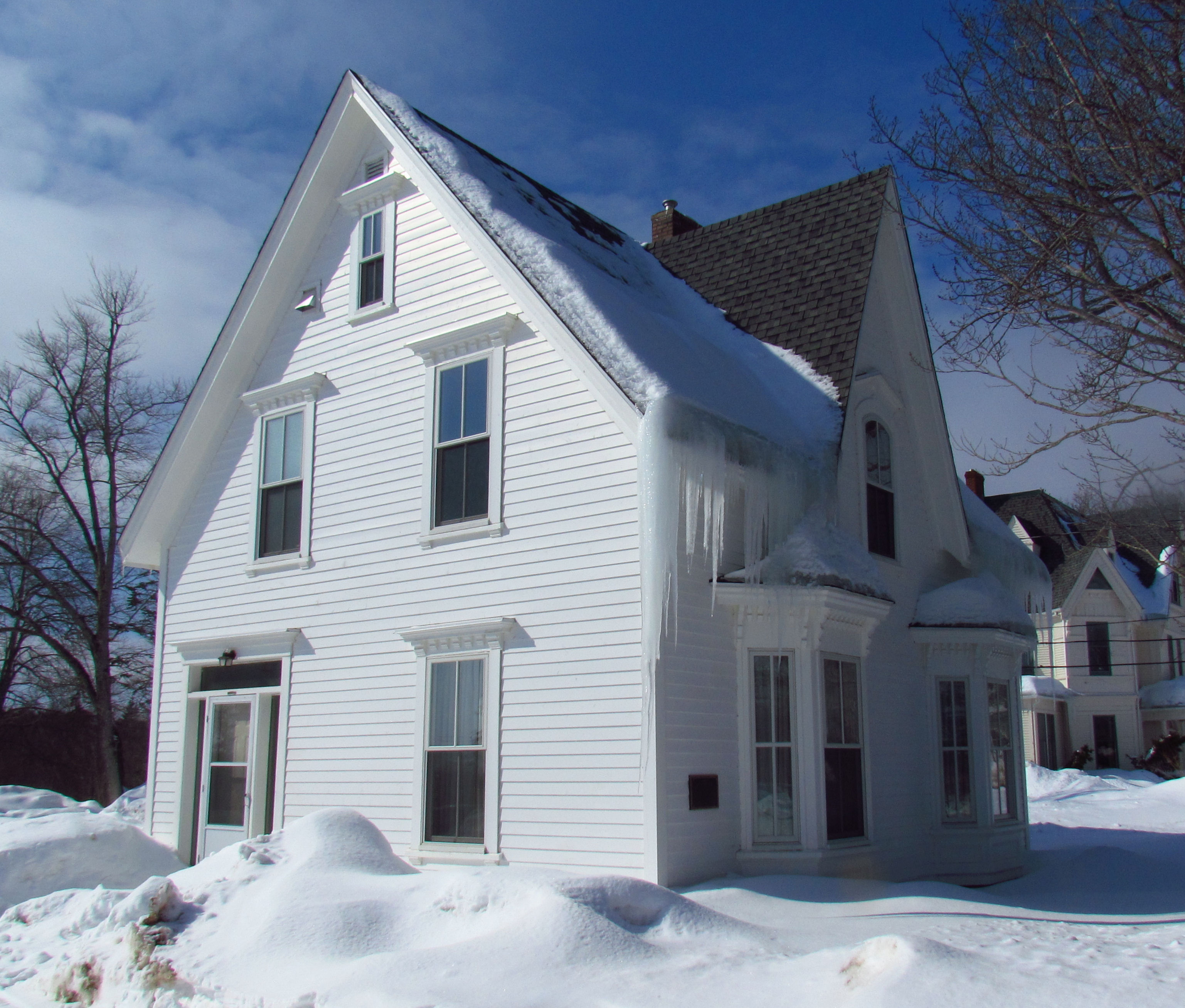
Colville House.